# Controllo elettronico della velocità
Un modulo per il controllo elettronico della velocità (in acronimo ESC, dall'inglese Electronic Speed Control) è un circuito elettronico che controlla e regola la velocità di un motore elettrico. Può anche fornire l'inversione di rotazione del motore e la frenata dinamica. I controlli elettronici miniaturizzati sono impiegati nei modelli radiocomandati. I veicoli elettrici a grandezza naturale dispongono anche di sistemi per controllare la velocità dei loro motori di guida.

## Funzionamento
Un controllo elettronico della velocità segue un segnale di riferimento di velocità (derivato da una leva del gas, un joystick o altro input manuale) e varia la velocità di commutazione di una rete di transistor a effetto di campo (FETs). La velocità viene modificata regolando la modulazione o la frequenza dei transistor. La rapida commutazione dei transistor è ciò che fa sì che il motore stesso emetta il suo caratteristico suono acuto, particolarmente evidente a velocità inferiori.
I motori elettrici a corrente continua e motore brushless richiedono differenti controlli elettronici della velocità. La velocità di un motore a spazzola può essere modificata modificando la tensione della sua armatura, i motori con avvolgimento di campo elettromagnetico invece di magneti permanenti possono anche controllare la velocità regolando la forza della corrente del campo motore.  Un motore brushless richiede un diverso principio di funzionamento: la velocità del motore viene variata regolando i tempi degli impulsi di corrente erogati ai vari avvolgimenti del motore.

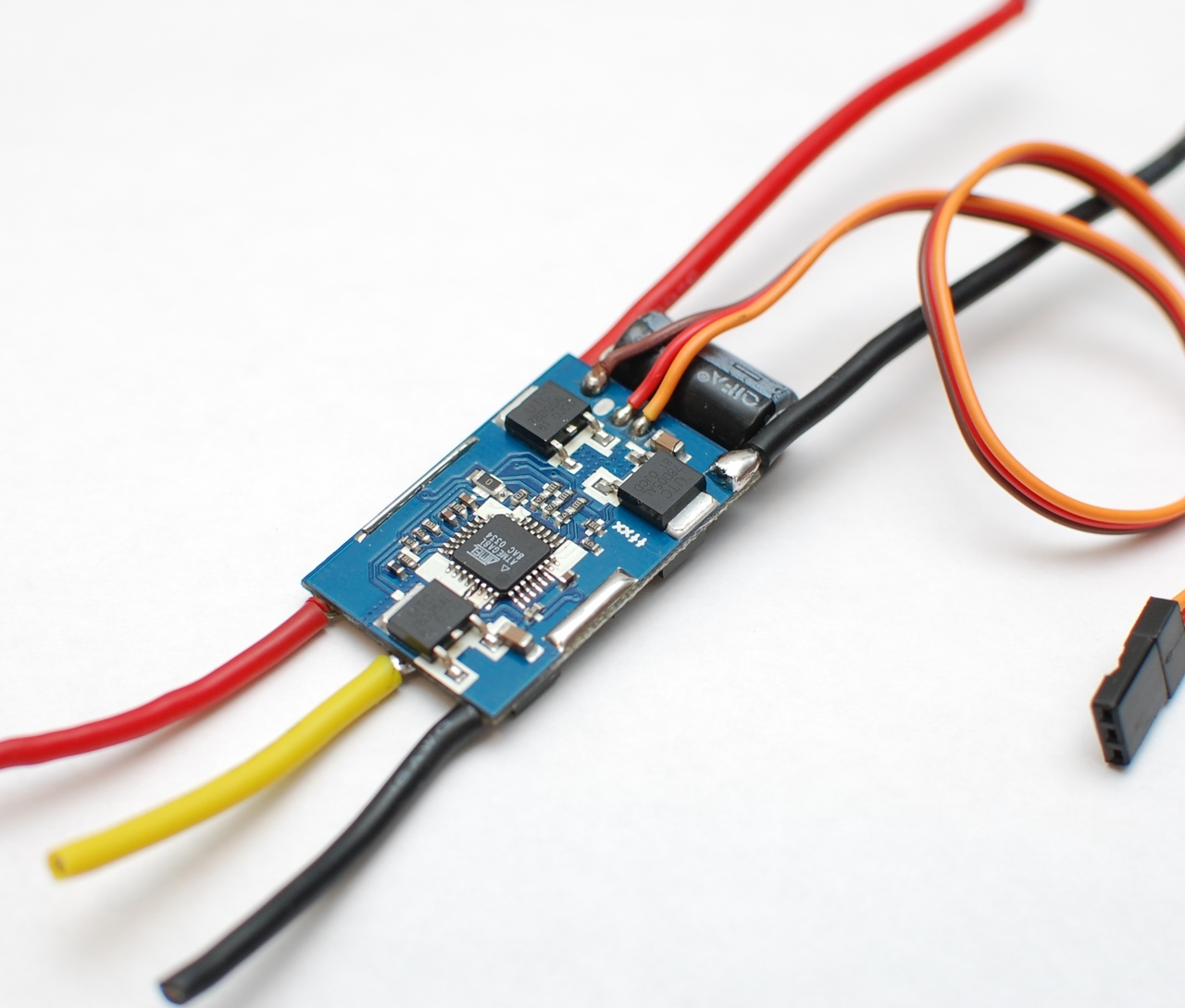
Un modulo ESC generico a 35 ampere

Sistemi ESC per i motori brushless fondamentalmente generano corrente alternata trifase, come in un variatore di frequenza. I motori brushless sono apprezzati dagli appassionati di aeroplani radiocomandati per efficienza, potenza, longevità e leggerezza rispetto ai tradizionali motori a spazzole.
La fase corretta varia con la rotazione del motore, che deve essere presa in considerazione dall'ESC: solitamente la velocità rotazione viene rilevata dalla forza controelettromotrice del motore, esistono anche ESC che utilizzano rilevatori magnetici (effetto Hall) o ottici. In genere i controlli di velocità programmabili dal computer possono essere configurati dall'utente impostando ad esempio i limiti di interruzione di bassa tensione, i tempi, l'accelerazione, la frenata e il senso di rotazione. L'inversione della direzione del motore può anche essere eseguita passando due qualsiasi dei tre cavi dall'ESC al motore.

## Classificazione
Gli ESC sono normalmente classificati in base alla corrente massima, ad esempio 25 ampere. Generalmente più alto è l'amperaggio, più grande e pesante tende a essere l'ESC, fattore determinante per il calcolo della massa e dell'equilibrio negli aerei. Molti ESC moderni supportano accumulatori al nichel, accumulatori ai polimeri di litio e fosfato di ferro e litio con una gamma di tensioni di input e cut-off. Quando si sceglie un circuito di eliminazione della batteria (BEC) è importante considerare il tipo di batteria e il numero di celle collegate, sia quando è incorporato nel controller o quando è un componente indipendente. Un numero maggiore di celle collegate determinerà una potenza ridotta e quindi un numero inferiore di servomotore supportati da un BEC integrato.

## Applicazioni per veicoli

### Auto elettriche
ESC ad alta tensione sono impiegati anche nelle auto elettriche come sulla Nissan Leaf, Tesla Roadster (2008), Model S, Model X, Model 3 e Chevrolet Volt. L'assorbimento di energia è solitamente misurato in kilowatt (la Nissan Leaf, ad esempio, utilizza un motore da 160 kilowatt che produce fino a 340 Nm di coppia). La maggior parte delle auto elettriche prodotte in serie sono dotate di ESC che catturano energia quando l'auto frena usando il motore come un generatore e rallentando l'auto. L'energia viene utilizzata per caricare le batterie e quindi estendere l'autonomia (freno rigenerativo). In alcuni veicoli, come quelli prodotti da Tesla, il freno rigenerativo può essere utilizzato per rallentare in modo così efficace che i freni convenzionali dell'auto vengono utilizzati solo a velocità molto basse (l'effetto frenante del motore diminuisce con la riduzione della velocità). In altri, come la Nissan Leaf, c'è solo un leggero effetto di "trascinamento e l'ESC modula la cattura di energia in tandem con i freni convenzionali per arrestare l'auto.
Gli ESC usati nelle auto elettriche prodotte in serie hanno solitamente la capacità di inversione della rotazione, consentendo al motore di funzionare in entrambe le direzioni. L'auto può avere solo un rapporto di trasmissione, e la retromarcia funziona invertendo semplicemente la rotazione del motore. Alcune auto elettriche con motori a corrente continua utilizzano un interruttore elettrico per invertire la direzione del motore, altre utilizzando una trasmissione manuale o automatica tradizionale (di solito questo è più facile, poiché il veicolo utilizzato per la conversione ha già la trasmissione e il motore elettrico viene semplicemente installato al posto del motore originale).

### Biciclette elettriche

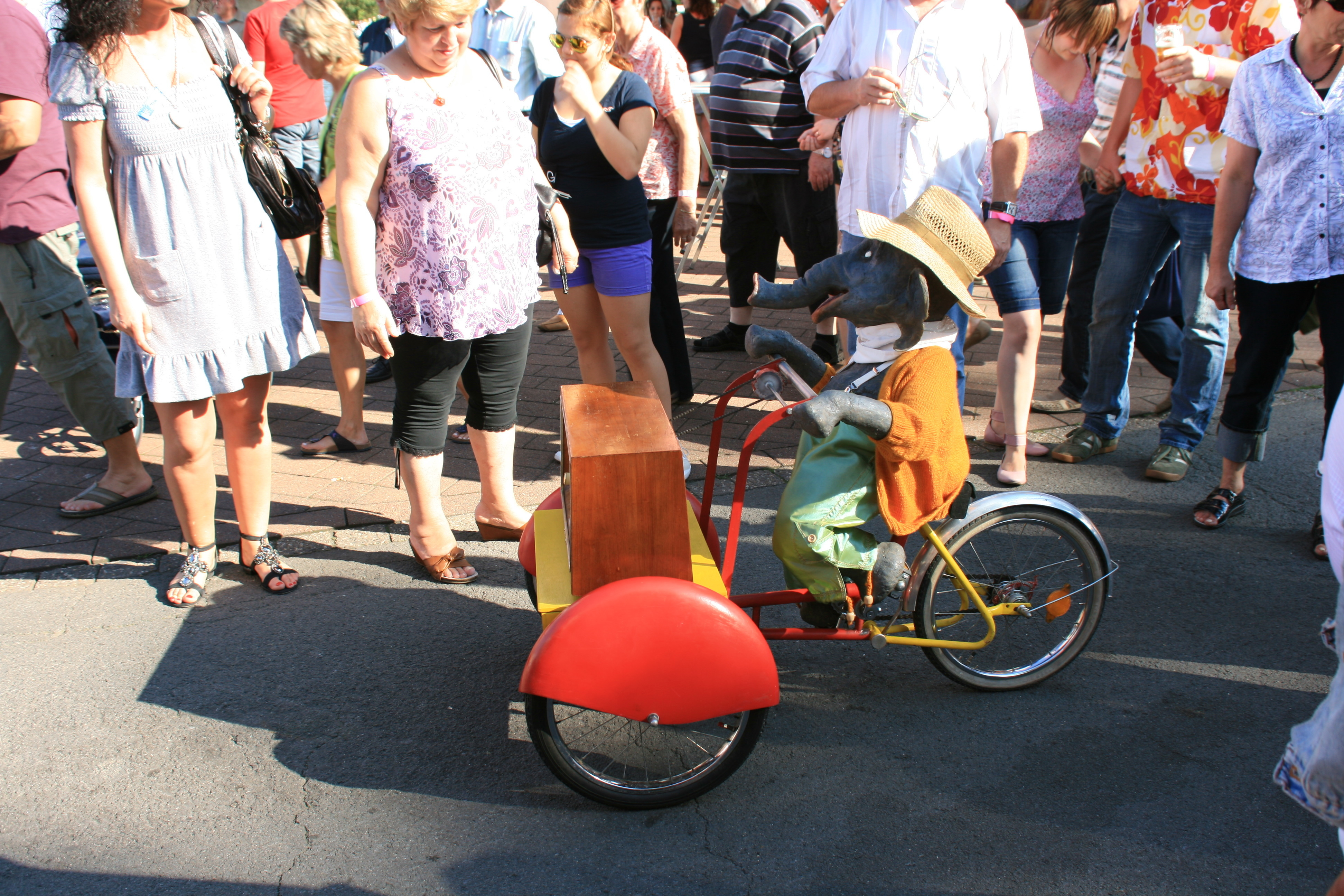
Bicicletta elettrica

Il motori utilizzati nelle biciclette elettriche richiedono un'elevata coppia iniziale e pertanto utilizzano un sensore di Hall per la misurazione della velocità. I regolatori elettrici per biciclette generalmente utilizzano sensori di frenata, sensori di rotazione del pedale e forniscono la velocità del motore regolabile dal potenziometro, controllo della velocità a circuito chiuso per una regolazione precisa della velocità, logica di protezione per sovratensione, sovracorrente e protezione termica. A volte vengono utilizzati sensori di coppia nel pedale per abilitare l'assistenza del motore proporzionale alla coppia applicata al pedale e talvolta le biciclette elettriche sono provviste della frenatura rigenerativa, la frenata non frequente e la bassa massa consentono il recupero di poca energia.

## Impiego nei radio modelli
Un ESC può essere un'unità indipendente che si inserisce nel canale di controllo dell'acceleratore del ricevitore o incorporato nel ricevitore stesso, come nel caso della maggior parte dei veicoli radiocomandati giocattolo. Alcuni produttori di giocattoli che installano dispositivi elettronici proprietari nei loro veicoli, navi o aerei utilizzano l'elettronica di bordo che unisce i due su un singolo circuito stampato.
I controlli elettronici della velocità per i veicoli RC possono incorporare un circuito di eliminazione della batteria per regolare la tensione per il ricevitore, eliminando la necessità di batterie del ricevitore separate. Il regolatore può essere lineare o commutato. Gli ESC, in senso più ampio, sono controllori di frequenza per motori elettrici. L'ESC accetta generalmente un segnale di ingresso nominale a 50 Hz, la cui durata dell'impulso varia da 1 ms a 2 ms. Quando viene fornito con un impulso di larghezza di 1 ms a 50 Hz, l'ESC risponde spegnendo il motore collegato alla sua uscita. Un segnale di ingresso di larghezza dell'impulso di 1,5 ms guida il motore a circa la metà della velocità. Quando viene presentato con un segnale di ingresso di 2,0 ms, il motore funziona alla massima velocità.

### Auto radiocomandate
Gli ESC progettati per l'uso sportivo nelle auto hanno generalmente capacità di inversione; quelli nuovi possono disabilitare la capacità di inversione in modo che non possa essere utilizzata in una gara. Gli ECS progettati per uso sportivo sono dotate della capacità di frenata dinamica.  L'ESC forza il motore ad agire come un generatore posizionando un carico elettrico attraverso l'armatura. Questo a sua volta rende l'armatura più difficile da girare, rallentando o fermando il modello.

### Elicotteri

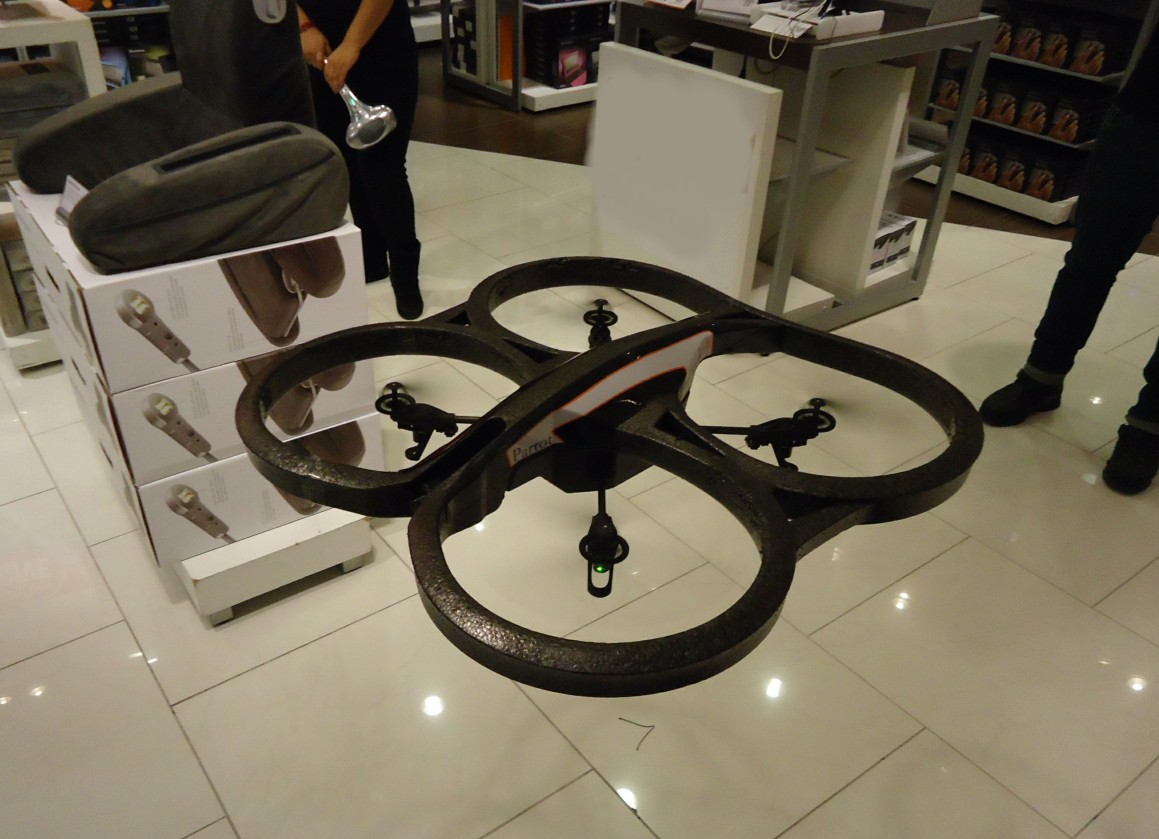
Drone

Gli ESC progettati per elicotteri radiocomandati non richiedono una funzione di frenatura (poiché il cuscinetto unidirezionale lo renderebbe comunque inutile) né richiedono una direzione inversa (sebbene possa essere utile poiché i collegamenti del motore spesso possono essere difficili da cambiare una volta installato).
Molti ESC per elicotteri di fascia alta offrono una modalità "Governor" che fissa il regime del motore a una velocità impostata.

### Aerei
Gli ESCs per gli aerei radiocomandati di solito hanno alcune funzionalità rivolte alla sicurezza. Se la potenza in arrivo dalla batteria non è più sufficiente, l'ESC riduce o taglia la potenza del motore senza escludere gli alettoni, timone e l'elevatore. Questo consente al pilota di mantenere il controllo dell'aeroplano.

### Navi
Gli ESC progettate per le barche sono necessariamente impermeabili. La struttura a tenuta stagna è significativamente diversa da quella degli ESC di tipo non marino, con un involucro per l'intrappolamento dell'aria più compatto, perciò hanno la necessità di raffreddare il motore e l'ESC in modo efficace. La maggior parte degli ESC di tipo marino sono raffreddati dall'acqua messa in circolo dal motore o dal vuoto negativo dell'elica vicino all'uscita dell'albero di trasmissione. Come gli ESC per le auto, gli ESC della barca hanno capacità di frenata e inversione.

### Quadricotteri
I regolatori elettronici di velocità (ESC) sono un componente essenziale dei moderni quadricotteri (e di tutti i multirotore) che offrono alta potenza, alta frequenza ai motori in un pacchetto miniaturizzato estremamente compatto. Queste velivoli dipendono interamente dalla velocità variabile dei motori che azionano le eliche. Il controllo dei giri del motore sono tutto il controllo necessario per un quadricottero (e tutti i multirotori) per volare.
Gli ESC per quadricotteri di solito possono utilizzare una velocità di aggiornamento più rapida rispetto al segnale standard a 50 Hz utilizzato nella maggior parte delle altre applicazioni RC. Sono impiegati una varietà di protocolli ESC oltre la modulazione per i moderni multirotori, tra cui Oneshot42, Oneshot125, Multishot e DShot. DShot è un protocollo digitale che offre alcuni vantaggi rispetto al controllo analogico classico, ad esempio una risoluzione più elevata, checksum CRC e mancanza di vibrazione dell'oscillatore (eliminando la necessità di calibrazione). I protocolli ESC moderni possono comunicare a una frequenza di 37,5 kHz o superiore, con il frame DSHOT2400 che richiede solo 6,5 µs.

## Il firmware ESC
La maggior parte degli ESC moderni contiene un microcontrollore che interpreta il segnale di ingresso e governa il motore utilizzando un programma integrato o un firmware. In alcuni casi è possibile modificare il firmware di fabbrica con un firmware open source alternativo, disponibile pubblicamente. Ciò avviene generalmente per adattare l'ESC a una particolare applicazione. Alcuni ESC possono essere aggiornati dall'utente. Altri richiedono delle modifiche ai circuiti per abilitarne la programmazione.